# Нагишкина
Нагишкина — деревня в Зиминском районе Иркутской области России. Входит в состав Покровского муниципального образования. 

## География
Находится примерно в 13 км к юго-востоку от районного центра.

## Внутреннее устройство
В черту населённого пункта входит бывшая заимка Лохманова.

## Население
| 2002 | 2010 | 2011 | 2012 |
| ---- | ---- | ---- | ---- |
| 74   | ↘72  | →72  | →72  |

Гендерный состав
По данным Всероссийской переписи в 2010 году в деревне проживали 72 человека (37 мужчин и 35 женщин).